# Municipio de Finley (Kansas)
El municipio de Finley (en inglés: Finley Township) es un municipio ubicado en el condado de Decatur en el estado estadounidense de Kansas. En el año 2010 tenía una población de 49 habitantes y una densidad poblacional de 0,53 personas por km².

## Geografía
El municipio de Finley se encuentra ubicado en las coordenadas 39°57′31″N 100°40′59″O / 39.95861, -100.68306. Según la Oficina del Censo de los Estados Unidos, el municipio tiene una superficie total de 92.55 km², de la cual 92,54 km² corresponden a tierra firme y (0 %) 0 km² es agua.

## Demografía
Según el censo de 2010, había 49 personas residiendo en el municipio de Finley. La densidad de población era de 0,53 hab./km². De los 49 habitantes, el municipio de Finley estaba compuesto por el 100 % blancos. Del total de la población el 0 % eran hispanos o latinos de cualquier raza.